# Другий тріумвірат
Другий тріумвірат — союз трьох осіб: Марка Антонія, Октавіана Августа та Марка Емілія Лепіда, з метою протистояння очільникам заколоту і вбивства Юлія Цезаря — Марку Юнію Бруту і Гаю Кассію Лонгіну. Тріумвірат виник під час громадянської війни (44—42 до н. е.) і згодом тріумвіри стали її переможцями.
Альянс утворився у жовтні 43 року до н. е., коли учасники союзу зустрілися на річці Рено поблизу сучасного міста Бононії у Північній Італії і уклали угоду про спільні дії проти змовників.
Союз укладався на 5 років, але в 38 до н. е. був поновлений і формально проіснував до 31 до н. е. На відміну від першого тріумвірату, був затверджений коміціями, і тріумвіри одержали надзвичайні повноваження «для влаштування державних справ». Таким чином, другий тріумвірат був не просто угодою приватних осіб (як перший), а публічно-правовим органом (зазвичай його відносять до екстраординарних магістратур). Свою владу вони використовували для розподілу між собою провінцій і організації проскрипцій проти політичних супротивників.
Після битви при Філіппах (42 р. до н. е.) Лепід отримав при розділі провінцій тільки Африку, а в 36 р. до н. е., після перемоги Октавіана над Секстом Помпеєм був зовсім усунутий від державних справ.
Розпався союз в результаті протиріч між тріумвірами, головним чином між Октавіаном та Марком Антонієм, що призвело в 31 до н. е. до нової кровопролитної громадянської війни. Полководець Октавіана Марк Віпсаній Агріппа у битві біля мису Акцій 2 вересня 31 до н. е. завдав вирішальної Антонію, після чого сили Октавіна висадилися у Єгипті. Після остаточної поразки під Александрією у 30 до н. е., Антоній і його дружина, єгипетська цариця Клеопатри VII наклали на себе руки, і Октавіан залишився одноосібним володарем Римської імперії.

## Передумови
Вбивство Юлія Цезаря в березневі іди 44 року до н. е. не викликало бурхливої радості в народі, як на це сподівалися заколотники. Навпаки, деякі античні автори згадують, що на церемонії поховання люди у відчаї кидалися в полум'я до тіла свого лідера. Підігрітий пафосною промовою Марка Антонія, натовп мало не вбив Брута, Касія та їхніх прибічників, тому тепер їм терміново потрібно було покинути столицю. Саме в цей час у політичну гру ввійшов Гай Октавій Фурин (за заповітом Цезаря був усиновлений і отримав ім'я Гай Юлій Цезар Октавіан), внучатий племінник диктатора. Він заприсягнувся помститися вбивцям Гая Юлія і першим його кроком стала роздача грошей римлянам, згідно із заповітом. Причому для цього йому довелося розпродати своє майно, оскільки Марк Антоній прибрав гроші Цезаря до своїх рук. У відповідь на це, Октавіан, заручившись підтримкою Цицерона, провів рішення визнати Антонія ворогом народу і разом з консулами Гіртієм і Пансою перемагає в битві при Мутіні (43 до н. е.), в якій обидва консули гинуть.
Після цього Октавіан, незважаючи на молодість (20 років), почав вимагати від cенату посаду консула-суффекта на 43 рік до н. е., а більшість в сенаті опиралася цьому. Тоді в жовтні 43 до н. е. майбутні тріумвіри зустрілися поблизу Бононії (нині Болонья) і об'єдналися для захоплення влади у державі.

## Суть угоди та її законодавче затвердження

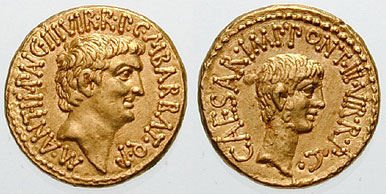
Римський ауреус, що зображує Марка Антонія (ліворуч) і Октавіана (праворуч), викарбуваний в 41 до н. е. з нагоди святкування другого тріумвірату. Монета містить напис «III VIR R P C» (Triumviri Rei Publicae Constituendae Consulari Potestate) з обох сторін.

Тріумвірат нових лідерів був створений як Triumviri Rei Publicae Constituendae Consulari Potestate (Triumvirs для підтвердження Республіки консульською владою, скорочено III VIR RPC). Там, де перший тріумвірат був лише приватною угодою, другий був схвалений законом, в якому затверджувалося спільне правління над Римом трьох осіб (Октавіана, Антонія і Лепіда). Єдиною іншою посадою, яка коли-небудь була кваліфікована «для підтвердження Республіки», була диктатура Луція Корнелія Сулли. Єдиним обмеженням повноважень тріумвірату був п'ятирічний термін, який встановлювався законом.
Істориче дивацтво Тріумвірату полягає в тому, що він був, по-суті, управлінням з трьох чоловік з диктаторськими повноваженнями; до неї входив Антоній, який як консул в 44 року до н. е. отримав Lex Antonio, який скасував диктатуру і вигнав її з конституцій Республіки. Як і у випадку з Суллою і Юлієм Цезарем під час їх диктатури, члени Тріумвірату не бачили суперечності між проведенням надконсультного офісу і самим консульством одночасно.
У 44 до н. е. було підтверджено володіння Лепідом провінціями Іспанії та Нарбонської Галлії, а він погодився передати 7 легіонів Октавіану та Антонію, щоб продовжити боротьбу проти Брута та Кассія за східно-римську територію; у разі їхньої поразки імперій Лепіда мав забезпечити йому запасну позицію. Антоній зберіг Цизальпінську Галлію і гегемонію над самою Галлією, а Октавіан отримував Африку і лише номінальну владу над Сицилією і Сардинією. За словами історика Річарда Вейгеля, частка Октавіана на цьому етапі була «практично принизливою», а всі найважливіші провінції перейшли до Антонія і Лепіда. З іншого боку, передача легіонів Октавіану означала, що Лепід «ефективно усуває себе як рівноправного партнера» в майбутньому.

## Продовження громадянської війни. Битва при Філіппах
В першому бойовому зіткненні 3 жовтня 42 до н. е. при Філіппах, на Віа Егназія республіканцям вдалося завдати болісних втрат тріумвірам — три легіони були розбиті, а їх орли захоплені. Однак, за нез'ясованих обставин Кассій покінчив життя самогубством, а Брут, що перебрав командування, проявив нерішучість і не став далі атакувати супротивника, що дало час тріумвірам переформувати своє військо.
Наступні 3 тижні Юній Брут вичікував, а в цей час тріумвіри намагалися вести пропаганду в його таборі, щоб знизити бойовий дух супротивників.
Зрештою, 23 жовтня легіонери Брута, не шануючи свого полководця, підштовхнули його до битви. Атака тріумвірів на лівий фланг і неспроможність Брута вчасно їй протидіяти, вирішила долю битви. Зім'ята армія почала втікати до табору, але солдати Октавіана досягли воріт табору, перш ніж відступаючі республіканці встигли замкнутися всередині, після чого Брут наклав на себе руки.

## Перуанська війна та оновлення союзу
Перерозподіл земель Октавіана викликав широку напруженість, оскільки фермери були розкуркулені на користь солдатів. Брат Антонія Луцій, який був консулом, заступився за розкуркулених фермерів. Конфлікт призвів до перуанської війни, в якій Луцій зібрав армію прихильників, щоб кинути виклик Октавіану. Його заохочувала дружина Марка Антонія Фульвія. Лепід утримував Рим з двома легіонами, а Октавіан пішов, щоб зібрати свою армію, але Луцій переміг Лепіда, який був змушений втекти до Октавіана. Коли Октавіан просунувся в Рим, Луцій відступив до Перузії (Перуджа), де був обложений Октавіаном взимку 41-40 до н. е. Зрештою, він здався в обмін на помилування.
Результатом війни стало те, що Лепід був затверджений правителем Африки і отримав 6 легіонів Антонія, натомість Октавіан лишився єдиним правителев в Італії, з його власними лояльними легіонами під контролем. Коли прихильник Антонія Кален, правитель Галлії, помер, Октавіан взяв на себе його легіони, ще більше зміцнивши свій контроль над Заходом. Цей новий розподіл влади між тріумвірами був підтверджений Брундізіумським договором у вересні 40 до н. е. Приблизно в цей же час померла дружина Антонія Фульвія. Тріумвіри домовилися, що Антоній одружиться з сестрою Октавіана і це буде символом оновленого союзу.

## Протистояння з Секстом Помпеєм
Економічні проблеми, викликані виселенням усталених фермерів, посилилися контролем Секста Помпея над Сицилією, Корсикою і Сардинією. Військово-морський флот Помпея регулярно перехоплював римське судноплавство, що призводило до проблем з постачанням зерна. У 39 до н. е. Антоній і Октавіан вирішили домовитися про угоду про припинення піратства. За словами Аппіана, Секст сподівався замінити Лепіда в якості третього тріумвіра, але замість цього він лише підтвердив своє володіння островами пактом Місенума, в обмін на згоду припинити піратство. За словами одного з джерел, командир Менас порадив Сексту викрасти і вбити Антонія та Октавіана, коли вони святкували угоду на флагмані, але Секст відмовився.
Незважаючи на домовленість, конфлікти продовжувалися. Октавіан звинуватив Секста в тому, що він продовжує нападати на італійські міста. У наступному році Октавіан спробував захопити Сицилію силою. Він двічі зазнав поразки у морських боях біля Мессіни. Потім він домовився про зустріч з Антонієм, який планував атакувати Парфію і потребував військ. Антоній погодився доставити кораблі для нападу на Секста в обмін на війська для боротьби з парфянами. Октавіан також заручився підтримкою Лепіда, плануючи одночасний спільний напад на Сицилію.

## Усунення Лепіда (36 до н.е.)
Хоча Октавіан номінально керував походом проти Секста, фактично кампанією керував полководець Октавіана — Марк Віпсаній Агріппа, який був консулом у 37 до н. е. Він переміг Секста у 36 до н. е. і забезпечив відновлення Тріумвірату на другий п'ятирічний термін.
Як і Перший Тріумвірат, Другий Тріумвірат був доволі нестабільним і не міг протистояти внутрішнім ревнощам і амбіціям. Антоній ненавидів Октавіана і проводив більшу частину свого часу на Сході, тоді як Лепід віддавав перевагу Антонію, але відчував, що обидва його колеги затьмарили себе, незважаючи на те, що він змінив Цезаря на посту Великого понтифіка в 43 до н. е. Під час кампанії проти Секста Помпея Лепід зібрав велику армію з 14 легіонів і значний флот. Лепід був першим, хто висадив війська на Сицилії і захопив кілька головних міст. Однак, він відчував, що Октавіан ставиться до нього як до підлеглого, а не до рівного. Це призвело до необдуманого політичного кроку, який дав Октавіану привід, необхідний йому, щоб усунути Лепіда від влади. Після поразки Секста Помпея Лепід розмістив свої легіони на Сицилії і почав вимагати, аби вона була приєднана до його імперія. Крім того, він мав бути відновлений у його колишніх провінціях, які були юридично гарантовані Lex Titia. Октавіан звинуватив Лепіда в спробі узурпації влади та розпалюванні повстання. Принизливо, що легіони Лепіда на Сицилії перейшли до Октавіана, і сам Лепід був змушений підкоритися йому. Лепід був позбавлений всіх посад, крім посади Великого понтифіка. Октавіан відправив його у вигнання в Циркей.

## Двовладдя Октавіана і Антонія (36—33 до н.е.)
Щоб забезпечити свої війська скарбами та нагородами та зміцнити репутацію військового полководця, Октавіан вів війну в Іллірику, щоб поставити його під контроль римлян. Тим часом Антоній готував свою війну проти Парфії, користуючись поділами, викликаними новим парфянським царем Фраатом IV. Однак Антоній перенапружився і був змушений відступити зі значними втратами військ.
Після поразки Антонія в Парфії, Клеопатра прийшла йому на допомогу. Тоді Антоній звернув увагу на Вірменію, захопивши її царя Артавасдеса і окупувавши країну. Він карбував монети на згадку про перемогу, створив імітацію римського тріумфу.

## Протиріччя між Октавіаном і Антонієм
Союз почав руйнуватися, коли Октавіан побачив у Цезаріоні — ймовірному синові Юлія Цезаря та цариці Єгипту Клеопатри VII — загрозу своїй владі.
Ситуацію ускладнило те, що Марк Антоній покинув свою дружину — Октавію Молодшу, сестру Октавіана — і переїхав до Єгипту, де розпочав тривалий роман з Клеопатрою та фактично став вітчимом Цезаріона. Намагаючись затьмарити престиж Октавіана, Антоній підтримав висунення Цезаріона, сина Клеопатри, як законного спадкоємця Юлія Цезаря — попри те, що в заповіті Юлій Цезар Цезаріона не згадував.
У 34 році до н. е., під час урочистого ритуалу, відомого як «Пожертви Александрії», тринадцятирічного Цезаріона було проголошено «Царем царів». Окрім того, йому та іншим дітям Клеопатри він надав певні території. Союз з єгипетською царицею, а також контроль Антонія над численними римськими легіонами на Сході викликав занепокоєння серед римських політиків. Дехто вже тоді вбачав у ньому потенційного некоронованого володаря східних царств, що загрожував підвалинам Республіки.
Акт «Пожертви Александрії», а також чутки про можливу передачу йому діадеми й перенесення столиці імперії до Александрії, стали підставою для широкої пропагандистської кампанії Октавіана. Чутки зображали Антонія не лише як зрадника Риму, але і як загрозу його майбутньому — того, хто прагне під виглядом любові узурпувати владу й знищити Республіку на користь іноземного царя.
Наприкінці 33 до н. е., коли офіційно завершився термін дії Другої тріумвірської угоди, Антоній надіслав до Сенату листа, в якому відмовлявся від подальшого призначення. Він сподівався, що сенатори сприйматимуть його як гаранта республіканського порядку, здатного протистояти амбіціям Октавіана, який, на думку Антонія, не мав наміру добровільно відмовлятися від своєї влади. Втім, Антоній продовжував використовувати титул «тріумвір», а Октавіан, вирішивши дистанціюватися від Антонія, утримався від його використання.
Незгоди між двома лідерами накопичувались:
- Антоній звинувачував Октавіана, що той узурпував владу, усунувши Лепіда, самовільно захопив володіння Секста Помпея та без погодження з ним завербував нові легіони.
- Октавіан, своєю чергою, дорікав Антонію за самовільну присутність в Єгипті, позасудову страту Секста Помпея, дипломатичне приниження Риму через поразку у Вірменії, привласнення воєнної здобичі, а також за його союз із Клеопатрою і намагання проголосити Цезаріона законним спадкоємцем Цезаря.

Розбіжності тріумвірів в 32 до н. е. перейшли до сенату і розколи його: третина Сенату, а також обидва консули — Гней Доміцій Агенобарб і Гай Сосій — відкрито стали на бік Марка Антонія. Хоча консули намагалися применшити масштаб претензій свого союзника, 1 січня Сосій виступив із пристрасною промовою в його підтримку. Він намагався домогтися офіційного затвердження актів Антонія, однак ця ініціатива була заблокована трибуном.
Октавіан тоді був відсутній, але його відповідь на наступному засіданні Сенату була настільки разюча, що обидва консули негайно залишили Рим і приєдналися до Антонія. Сам Антоній, дізнавшись про ці події, остаточно розірвав політичний та родинний союз з Октавією (сестрою Октавіана) й вирушив до Ефесу з Клеопатрою і почав збирати сили.
Ще в липні в липні 32 до н. е. Октавіан незаконно отримав заповіт Антонія (який зберігався в Римі у цензора) і викрив його римській громадськості: заповіт обіцяв значну спадщину дітям Антонія від Клеопатри і залишив інструкції щодо відправлення його тіла до Олександрії для поховання. Публікація заповіту Антонія викликала такий бурхливий спалах емоцій в сенаті, що Октавіан легко домігся звільнення Антонія з консульства 31 року до н. е., на яке він вже був призначений. Окрім того, Октавіан домігся оголошення війни Клеопатрі (Антонія оголошено її агентом, отже, хоча його ім'я не називалося, йому теж).  Оголошуючи війну, Сенат позбавив Антонія будь-яких юридичних повноважень.

## Громадянська війна між колишніми тріумвірами
Сили Октавіана рішуче перемогли війська Антонія і Клеопатри в битві при Акціумі в Греції у вересні 31 р. до н. е., переслідуючи їх до Єгипту в 30 р. до н. е.; і Антоній, і Клеопатра покінчили життя самогубством в Олександрії, і Октавіан особисто взяв під свій контроль Єгипет і Олександрію (єгипетські хронології розглядають Октавіана як наступника Клеопатри як фараона).
Союзник Октавіана Гай Меценат попередив змову, організовану нібито сином Лепіда (31 р. до н. е.). Після повної поразки Антонія та маргіналізації Лепіда, Октавіан, отримавши титул «Август» у 27 р. до н. е., залишився єдиним господарем римського світу й приступив до встановлення принципату як першого римського «імператора».

## Наслідки перемоги Октавіана: народження принципату
Це століття було неспокійним, що характеризувалася утвердженням елементів і тенденцій, які привели до кінця республіканського режиму та до народження нової політичної системи. Зміна, можливо, не була неминучою, але майстерність і розсудливість, продемонстровані Октавіаном, безумовно, сприяли цьому. Представляючи себе поборником республіканської традиції, він хитро знищив будь-яку реальну цінність старих магістратур. У 31 році до н.е і в наступні роки очолював державу, регулярно й безперервно займаючи посаду консула та тріумвіра (навіть якщо після другого п'ятирічного продовження йому довелося б залишити визнані цією посадою повноваження).

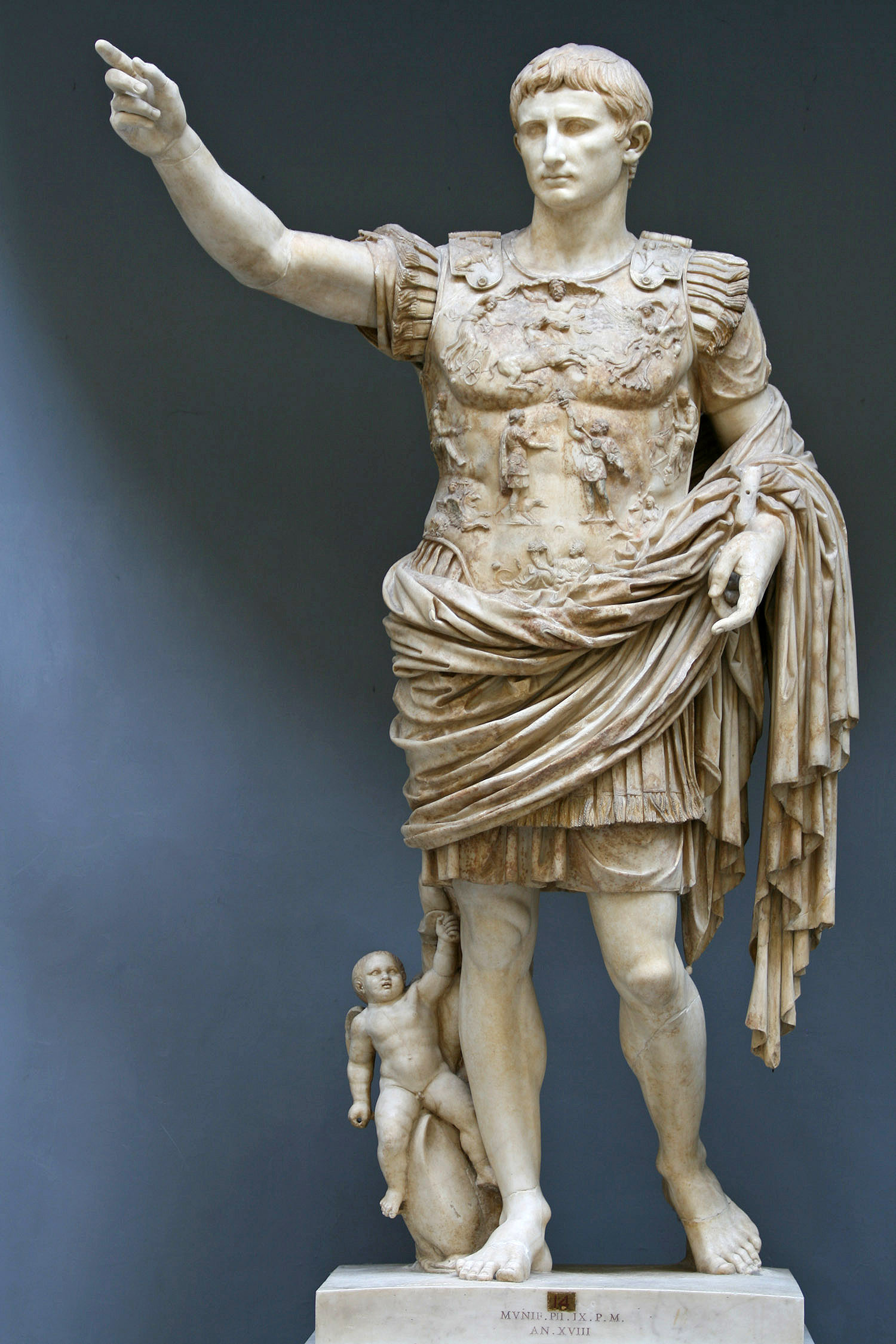
Статуя Октавіана, одягнена в лорику, типову броню римських полководців, знайдена на віллі його дружини Лівії в Прима-Порта, недалеко від Риму, і зараз зберігається в музеях Ватикану.

Симптомом зміни режиму та централізації влади в його руках було визнання, ще до Акцію, в 36 р. до н. е., його недоторканності під страхом смерті, характерного для трибунів плебс. Через шість років було визнано ще один важливий аспект tribunicia potestas: ius auxilii (тобто можливість надання допомоги і, можливо, притулку в будинку простолюдина). Цим він став покровителем всього плебсу і зробив свій будинок недоторканним для будь-кого, в тому числі й для громадської сили. Ще однією честю, наданою йому в 32 році, перед зіткненням з Антоніо, була присяга на вірність всією Італією.
У 28-му, після повернення зі Сходу, народ зустрів його як принцепса, що пізніше було зазначено в princeps senatus, тобто того, хто мав право виступати першим у сенаті. Через те, що його думка, завдяки військовим силам, які були в його розпорядженні, була незаперечною і вирішальною, функція зборів як точки опори політичної влади була сильно обмежена. На додаток до цього він отримав довічний титул імператора.
Таким чином, він був поєднанням повноважень, включаючи королівські повноваження консульства, проконсульства та тріумвірату; про прерогативи трибунів та інших почестей і визнань, які дали йому моральний авторитет і престиж і сприяли тому, щоб він став першим над усіма. З точки зору пропаганди він також представляв себе як миротворця держави; фактично, після Акціуму він закрив храм Януса в Римі, стародавній символічний жест, який ознаменував кінець конфлікту та початок періоду миру.
Внесеним змінам, очевидно, передували ретельні консультації з найбільш довіреними радниками; були такі, як Меценат, які бажали встановлення чистої монархії, а інші, як Агріппа, хотіли повернення до республіки. Октавіан, уважний знавець душі й пам'ятаючи про помилки свого великого прийомного батька, обрав посередній шлях: централізувати всі повноваження в своїх руках, ставши водночас гарантом і охоронцем res publica та нормального функціонування її установ.
Останнім актом його політичної гегемонії було в 27 р. до н. е. визнання Сенатом на двох сесіях титулу Августа, тобто людини, гідної пошани і честі, що підтверджує його священне становище, засноване на consensus universorum сенату і римського народу. При цьому він використав хитрість, повернувши всі повноваження, які йому приписували, залишивши лише повноваження консула; повноваження, які, за так само удаваним наполяганням сенаторів, були не тільки підтверджені, але й imperium proconsulare — спочатку тривав десять років, пізніше довічно — щоб умиротворити кордони імперії, що діяло як для самого Риму, так і для Італії, традиційно за межами юрисдикції проконсулів.
Після цієї дати Октавіан називав себе Августом, і як такого його згадують сьогодні. Ще одним атрибутом і новою пошаною, наданою йому, було призначення tribunicia potestas у повному обсязі (23 р. до н. е.), що поновлювалося щорічно. Можливо, щоб не викликати обурення тих, хто сумував за республікою та хотів її повернути, а може, тому, що вони були непотрібними, він відмовився від інших повноважень, наприклад від диктатури, яку він вважав contra morem maiorum і забороненою Антонієм, безперечно, тому, що ця посада нагадувала йому негативного досвіду Цезаря; куратора legum et morum; censoria potestas; єдине консульство на все життя. Натомість він прийняв посаду великого понтифіка (12 р. до н. е.), яку обіймав до своєї смерті Лепід, після того, як він був усунений ним. Нарешті, у 2 р. до н. е., він також отримав титул pater patriae.
Тому перемога Октавіана Августа при Акціумі була не тільки кінцем бурхливого і кривавого періоду в римській історії, а й була важливим поворотним моментом в історії римської держави. Зміни наприкінці 1 ст. до н. е. зазвичай називають імперією, тоді як історіографія воліє використовувати термін принципат (що походить саме від титулу, наданого Августу та успадкованого його наступниками) для першого періоду, щоб підкреслити ще не абсолютно-монархічний характер нового курсу. Коли з часом повільно переважали автократичний та деспотичний аспект імперської влади, використовувався термін «домінуючий», особливо з часів Діоклетіана (284—305). Для загальної історичної основи найбільше значення має той факт, що з Августа політичне, військове та соціальне життя Римської держави будуть характеризувати окремі люди, які користуються своїми величезними повноваженнями та своїми особистостями, а не довше олігархія, закрита і прив'язана до власних моральних і політичних традицій і знову об'єднана в колегіальний орган, такий як Сенат.